# Crotonia nukuhivae
Crotonia nukuhivae är en kvalsterart som först beskrevs av Arthur P. Jacot 1934.  Crotonia nukuhivae ingår i släktet Crotonia och familjen Crotoniidae. Inga underarter finns listade i Catalogue of Life.